# Maria od Jezusa Ukrzyżowanego Petković
Maria od Jezusa Ukrzyżowanego, właśc. Marija Petković (ur. 10 grudnia 1892 w Blacie, zm. 9 lipca 1966 w Rzymie) – dziewica, założycielka Zgromadzenia Córek Miłosierdzia, błogosławiona Kościoła rzymskokatolickiego.
Wspomnienie błogosławionej przypada na 26 lipca.

## Życiorys
Maria urodziła się 10 grudnia 1892 w Blacie na wyspie Korčula. Pochodziła zamożnej i licznej rodziny. Była szóstą z ośmiorga dzieci Antoniego i Marii. Wychowano ją w głębokiej pobożności. Złożyła prywatny ślub czystości, a swojego powołania szukała w pomocy dobroczynno-wychowawczej. Wstąpiła do Stowarzyszenia Córek Maryi, gdzie w latach 1909–1919 była jego przewodniczącą. Założyła w tamtym czasie także Towarzystwo Matek Katolickich oraz Stowarzyszenie Dobrego Pasterza, gdzie członkowie pomagali w opiece nad chorymi oraz katechizacja dzieci przygotowujących się do I komunii świętej. Pomagała także w kuchni dla ubogich. W 1918 r. złożyła przysięgę na ręce ówczesnego biskupa diecezji dubrownickiej Józefa Marćelicia, że nie opuści Blato i zawsze będzie służyć ubogim.
25 marca 1919 r. razem z przyjaciółką wstąpiła do zgromadzenia Służebnic Miłości, a po zakończeniu I wojny światowej prowadziła kilka stowarzyszeń religijnych, pomagała ubogim, otworzyła przedszkole, a także dom dziecka.
4 października 1920 r. założyła zgromadzenie Córek Miłosierdzia. W kolejnych latach rozwijała jego działanie m.in. wysyłając siostry na misje w Ameryce Łacińskiej. Sama także udała się do Buenos Aires, gdzie założyła tamtejszą placówkę zgromadzenia. Następnie w 1952 r. otworzyła dom generalny jednak zrezygnowała z funkcji przełożonej.
Zmarła w wieku 74 lat w opinii świętości.
Została beatyfikowana przez papieża Jana Pawła II w dniu 6 czerwca 2003 roku.